# Nadolna (województwo łódzkie)
Nadolna – wieś w Polsce położona w województwie łódzkim, w powiecie brzezińskim, w gminie Dmosin.
Wieś szlachecka położona była w drugiej połowie XVI wieku w powiecie rawskim ziemi rawskiej województwa rawskiego.
W latach 1954–1961 wieś należała i była siedzibą władz gromady Nadolna, po jej zniesieniu w gromadzie Dmosin. W latach 1975–1998 miejscowość położona była w województwie skierniewickim.
W 2011 roku liczba ludności we wsi Nadolna wynosiła 199.
Z Nadolnej pochodził Samuel Stanisław Nadolski (ur. 1590, zm. 1655) – kapitan piechoty, starosta tczewski, senator.